# Johann Jakob Stehlin
Pour les articles homonymes, voir Stehlin.
Johann Jakob Stehlin est un architecte et une personnalité politique suisse, né le 20 janvier 1803 à Bâle (originaire du même lieu) et mort le 18 décembre 1879 dans la même ville.
Il est maire de Bâle de 1858 à 1873 et représente le canton de Bâle-Ville au Conseil national et au Conseil des États.

## Biographie

### Origine et famille
Johann Jakob Stehlin naît le 20 janvier 1803 à Bâle. Il est originaire du même lieu. Son père, qui porte les mêmes prénoms, est maître charpentier ; sa mère est née Jakobea Hoch. Il perd son père, qui était venu s'installer à Bâle, à l'âge de onze ans. Sa mère reprend alors l'entreprise[réf. souhaitée].
Il est le frère aîné de l'entrepreneur Hans Georg Stehlin (de), qui porte le même nom que leur oncle, Hans Georg Stehlin, membre de la Diète fédérale au début du XIXe siècle.
Il épouse en 1825 Margaretha Hagenbach, fille du médecin et botaniste Karl Friedrich Hagenbach (de) et sœur du théologien Karl Rudolf Hagenbach (de). Ils ont trois enfants[réf. souhaitée], dont le conseiller aux États Karl Rudolf Stehlin (de) et l'architecte Johann Jakob Stehlin (de).

### Études et parcours professionnel
Après l'école publique de Bâle, il fréquente celle de la communauté des Frères moraves à Herrnhut, en Allemagne, et fait ensuite un apprentissage de charpentier. Son tour de compagnon le conduit dans les académies de construction de Munich, Berlin, Hambourg et Vienne. Il reprend ensuite l'entreprise paternelle jusqu'à ce qu'il la transmette à son fils aîné Johann Jakob Stehlin le Jeune (de) en 1853.

### Œuvres architecturales
Il construit de nombreuses maisons d'habitation pour la classe supérieure de Bâle, notamment le Schilthof, bâtiment au début de[réf. souhaitée] la Freie Strasse dans la Vieille ville du Grand Bâle (de) et la fabrique de rubans Sarasin dans le quartier de Saint-Alban (de), ainsi que des logements ouvriers dans le quartier de Breite (de) après que son entreprise en obtient l'adjudication en 1852[réf. souhaitée].
En tant que membre influent du Baukollegium de Bâle, il joue un rôle déterminant dans le développement architectural de la ville au-delà de ses anciens murs[réf. souhaitée].

### Parcours politique
Représentant du libéralisme des années 1830, il entre en 1833, à l'âge de trente ans, au Grand Conseil du canton de Bâle-Ville et conserve ce mandat jusqu'en 1872. Il siège au surplus de 1847 à 1875 au Petit Conseil. Il est bourgmestre de Bâle de 1858 à 1873.
À l'échelon de la Confédération, il représente son canton en 1848 en tant qu'envoyé à la Diète fédérale, puis est conseiller aux États de 1848 à 1853 et conseiller national de 1853 à 1875. Le 11 juillet 1855, il est élu au Conseil fédéral au quatrième tour, par 83 voix sur 144 valables, pour succéder à Martin J. Munzinger mais refuse l'élection, ne s'estimant pas qualifié pour la fonction (des voix critiquent disent qu'il ne voulait pas renoncer à son métier lucratif pour une fonction largement moins rémunérée). En 1858-1859 et 1867-1868, il est président du Conseil national.

### Autres activités
Compagnon de route politique et ami personnel d'Alfred Escher, il est membre du comité de l'association des chemins de fer du Gothard[réf. souhaitée], puis vice-président du conseil d'administration de la Compagnie des chemins de fer du Gothard de 1871 à 1876. Il sert dans l'armée suisse comme officier d'artillerie[réf. souhaitée] et devient colonel en 1848 ; il est engagé comme commissionnaire fédéral au Tessin en 1848[réf. souhaitée], puis à la frontière nord en 1849 lors de la Révolution badoise.

### Mort
Il meurt le 18 décembre 1879 à Bâle, dans sa 77e année. Il est mort tôt le matin, après une longue maladie.

### Propriété
Le château de Bipp (de), acquis par Johann Jakob Stehlin en 1852, est resté aux mains de ses descendants (famille Weber, puis Schwob).